# Tonhohlplatte

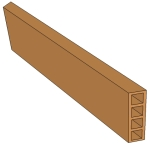
Eine Tonhohlplatte

Die Tonhohlplatte (auch Hourdis) ist ein künstlich hergestellter Ziegelstein aus gebranntem Ton. 
Die Platten haben eine rechteckige Form und sind mit Hohlräumen in Längsrichtung durchzogen. Die Enden an beiden Seiten können im 60°-Winkel angeschrägt sein. 
Tonhohlplatten werden traditionell vielfältig eingesetzt, etwa zur Herstellung von leichten Trennwänden und in Hourdisdecken über Putzträger zwischen Sparren. 
In Südeuropa werden Hourdisplatten anstelle von Dachlatten auf Dachsparren (Sparrenabstand meist < 60 cm) aufgelegt, um als Unterlage für die in ein Mörtelbett gesetzten Mönch und Nonne-Dachziegel zu dienen.
Seltener werden sie auch zum Bau von Kachelöfen oder Wandheizungen verwendet.

## Merkmale
Die Platten traten nur in geringem Maß zur Schall- und Wärmedämmung bei.
Bezeichnung und Verwendung von Tonhohlplatten werden in der DIN 278 geregelt:
| Kurzbezeichnung | Verwendungszweck                  | Verwendungsbeispiele                                  |
| --------------- | --------------------------------- | ----------------------------------------------------- |
| HD              | Hohlziegel in Decken              | Deckeneinschub zwischen Deckenbalken oder Sparren     |
| HV              | Hohlziegel für Verbundtafeln      | Fertigteilwände                                       |
| HW              | Hohlziegel für Wandtafeln         | Fertigteilwände                                       |
| HT              | Hohlziegel für leichte Trennwände | Trennwände ohne Schall- oder Wärmeschutzanforderungen |

## Dimensionen
Übliche Dimensionen von Tonhohlplatten und Schnitt durch eine Holzbalkendecke:
| Breite [mm] | Länge [mm] | Dicke [mm] |
| ----------- | ---------- | ---------- |
| 250         | 500        | 40         |
|             | 600        | 60         |
|             | 700        | 70         |
|             | 800        | 100        |
|             | 900        |            |
|             | 1000       |            |
|             | 1100       |            |